# Fibra de basalto

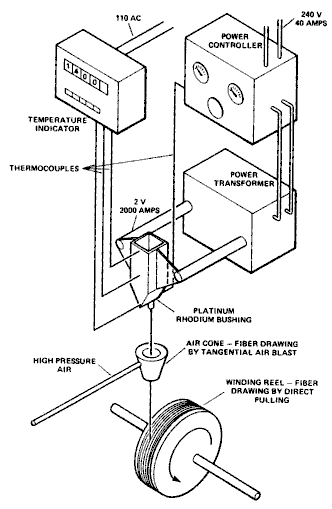
Fibra de Balsato.

La fibra de basalto es un material artificial compuesto de finas fibras de basalto. Es usado en textiles a prueba de fuego en la industria automotriz y aeroespacial, y como un material compuesto para producir entre otras cosas trípodes. También se utilizan fibras de basalto para reforzar estructuras de hormigón. Las fibras son producidas cuando el basalto extraído de canteras es molido, lavado y luego derretido en hornos.